# Euxenistis amicina
Euxenistis amicina è un lepidottero notturno appartenente alla famiglia Noctuidae, diffuso in Tibet.